# لستر متیوز
لستر متیوز (انگلیسی: Lester Matthews; ۶ ژوئن ۱۹۰۰ – ۵ ژوئن ۱۹۷۵) یک هنرپیشه اهل بریتانیا بود.
از فیلم‌ها یا برنامه‌های تلویزیونی که وی در آن نقش داشته است می‌توان به ماجراهای رابین‌هود، مری پاپینز، ۵ انگشت، کلاغ سیاه، معجزه، لویدز لندن، نی‌نواز هاملین، تعقیب تبهکار، تبعید اشاره کرد.

## درگذشت
او در ۵ ژوئن ۱۹۷۵، یک روز قبل از تولد ۷۵ سالگی اش، در لس آنجلس درگذشت. خاکستر او در اقیانوس آرام پراکنده شد.